# Métoclopramide
Le métoclopramide (DCI) est un antipsychotique, antiémétique antagoniste de la dopamine, de la famille des benzamides couramment utilisé en médecine humaine et vétérinaire (aussi bien en médecine générale qu'en médecine hospitalière). Il est aussi utilisé pour stimuler la motilité gastrique (prokinétique) en cas de gastroparésie. Il possède une petite action anti-reflux gastro-œsophagien.
Il peut être administré par voie orale ou parentérale.
Depuis le 6 avril 1982, il est dans le domaine public. Il existe sous forme de médicament générique.

## Mode d’action
Le métoclopramide a été décrit pour la première fois par le professeur Louis Justin-Besançon et Charles Laville en 1964. Il se lie aux récepteurs dopaminergiques D2 où il agit comme un antagoniste des récepteurs. C'est aussi à la fois un antagoniste des récepteurs 5-HT3 et un agoniste des récepteurs 5-HT4.
L’action anti-émétique du métoclopramide est due à son activité antagoniste des récepteurs D2 ou chemorécepteurs de la zone « gâchette » (CTZ: chemoreceptors trigger zone) du système nerveux central (SNC), cette action empêche les nausées et les vomissements provoqués par la plupart des stimulations. À haute dose, l’activité antagoniste du 5-HT3 peut aussi contribuer à l’effet anti-émétique.
L'activité prokinétique de la métoclopramide est un effet de l’activité cholinergique de type muscarinique, antagoniste des récepteurs D2 et de l’activité agoniste des récepteurs 5-HT4,. L’action prokinétique elle-même peut également contribuer à l'effet antiémétique.

## Indications thérapeutiques

### Antiémétique

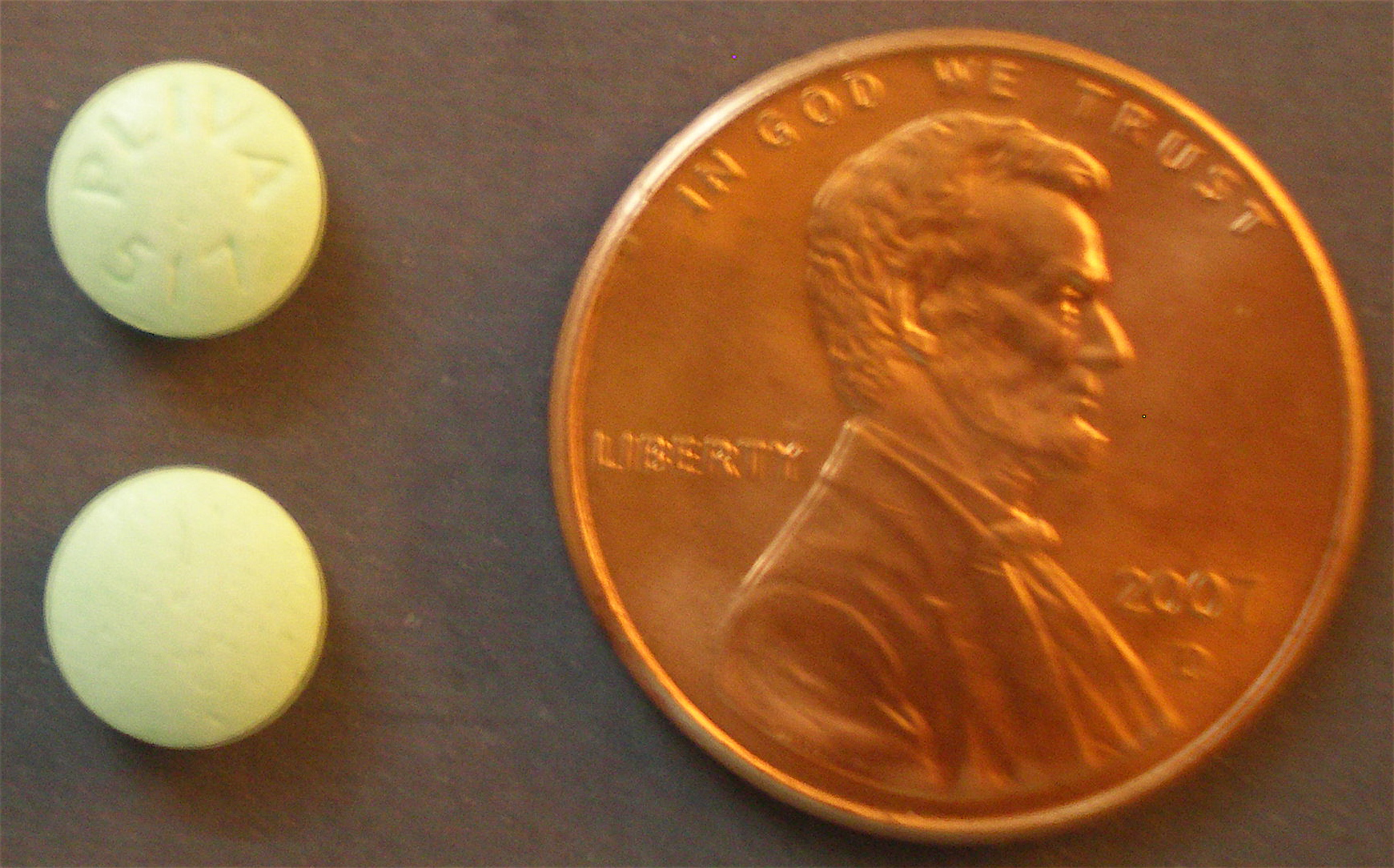
Comprimé de métoclopramide 5 mg, avec pièce d'un cent américain pour indiquer la taille.

Le métoclopramide est couramment utilisé pour traiter les nausées et les vomissements associés à certaines circonstances, notamment : effets secondaires de certains médicaments, émétisants, urémie, syndrome d'irradiation aiguë en cancérologie, chez la femme enceinte et en cas d’infection,. Il est aussi utilisé seul ou associé au paracétamol pour le traitement des migraines.
Il est jugé inefficace dans les nausées et les vomissements postopératoires, aux doses habituelles, et inefficace pour le mal des transports,. Dans les nausées et les vomissements secondaires à la chimiothérapie des cancers, il a été remplacé par des antagonistes 5-HT3 plus efficaces.

### Prokinétique
Le métoclopramide augmente le péristaltisme du jéjunum et du duodénum, améliore le tonus et l'amplitude des contractions de l'estomac, et relâche le sphincter pylorique et le bulbe duodénal. Ces effets prokinétiques rendent le métoclopramide utile dans le traitement de la stase gastrique (par exemple après chirurgie gastrique ou dans la gastroparésie diabétique), ou comme aide à la radiologie gastro-intestinale en accélérant le transit des produits de contraste au baryum, ou comme aide à l'endoscopie, difficile pour le duodénum. Il est également utilisé dans le reflux gastro-œsophagien (RGO).

### Autres indications

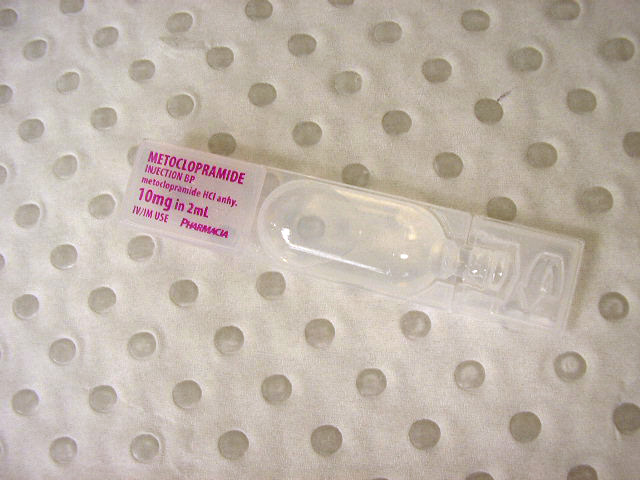
Ampoule en plastique de métoclopramide.

En antagonisant l'action de la dopamine qui a, entre autres propriétés d'inhiber la sécrétion de prolactine, le métoclopramide a parfois été utilisé pour stimuler la lactation. Cet effet prolactémiant explique aussi les gynécomasties constatées lors de traitements longs à forte dose.
Le métoclopramide peut également être utilisé pour faire stopper un hoquet récalcitrant. On suppose que son action dans ce cadre est due à ses propriétés anti-reflux gastro-œsophagien.

## Utilisation lors de la grossesse
Le métoclopramide a été utilisé depuis longtemps pendant la grossesse à tous les stades. Il n'y a pas de preuve de danger chez la mère ou chez le fœtus
Une grande étude de cohorte d'enfants nés en Israël dont les mères avaient été exposées au métoclopramide pendant la grossesse ne mit pas en évidence que la molécule augmentait le risque de malformations congénitales, de faible poids de naissance, de naissance prématurée ou de mortalité périnatale. Le métoclopramide est excrété dans le lait.

## Contre-indications/précautions
- Enfant de moins de 18 ans[12].
- Phéochromocytome.
- Relative dans la maladie de Parkinson, en raison de son effet antagoniste de la dopamine, il peut en aggraver les symptômes.
- L'utilisation à long terme devrait être évitée chez les patients atteints de dépression car elle peut aggraver leur état mental[8].
- Suspicion d’occlusion intestinale.
- Éviter une consommation prolongée supérieure à 3 mois, risque de dyskinésies tardives[12].

## Effets secondaires
- Fréquents : agitation, somnolence, vertiges, et/ou des maux de tête.
- Rares sont les suivants : effets extrapyramidaux (crises oculogyres, torticolis spasmodiques, dyskinésies bucco-linguales, trismus), l'hypertension, l'hypotension, l’hyperprolactinémie qui conduit à la galactorrhée, diarrhée, constipation, et dépression parfois grave (peu importe l'historique du patient en cette matière), apparition d'idées suicidaires.
- Rares, mais graves : agranulocytose, la tachycardie supraventriculaire, l’hyperaldostéronisme, le syndrome malin des neuroleptiques et/ou la dyskinésie tardive[8].
- Autres : dépression respiratoire[12], réactions anaphylactiques

Le risque d’effets extrapyramidaux est plus élevé chez les jeunes adultes (< 20 ans) et les enfants. Le risque de dyskinésie tardive et d'effets extrapyramidaux est plus important en cas de doses thérapeutiques élevées et en cas d'utilisation prolongée. Les dyskinésies tardives régressent habituellement à l’arrêt du traitement mais peuvent persister et devenir irréversibles chez certains patients avec les inconvénients sociaux très lourds que cela entraîne.

## Divers
Le métoclopramide fait partie de la liste des médicaments essentiels de l'Organisation mondiale de la santé (liste mise à jour en avril 2013).

## Documentation
- (en) George M Brenner, Pharmacology, Philadelphie, W. B. Saunders, 2000, 509 p. (ISBN 978-0-7216-7757-6, OCLC 42643664)
- Canadian Pharmacists Association. Compendium of Pharmaceuticals and Specialties. 25th ed. Toronto, Webcom, 2000  (ISBN 0-919115-76-4)
- Practical Gastroenterology May 2004 Recognition of Movement Disorders and Extrapyramidal side effects — would you recognize them if you see them? Site practicalgastro.com